# MUC5B
Le MUC5B, ou mucine 5B, est une protéine de type mucine. Son gène, MUC5B est situé sur le chromosome 11 humain.

## En médecine
Un variant du gène entraîne un gain de fonction de la protéine, associé à un risque plus important de fibrose pulmonaire idiopathique amis avec un meilleur pronostic. Il permet la fixation du FOXA2 sur le MUC5B.
Ce variant est également associé avec un risque de survenue d'une pneumopathie interstitielle au décours d'une polyarthrite rhumatoïde.